# Crematogaster moorei
Crematogaster moorei är en myrart som beskrevs av Horace Donisthorpe 1941. Crematogaster moorei ingår i släktet Crematogaster och familjen myror. Inga underarter finns listade i Catalogue of Life.